# 一条线蕨
一条线蕨（学名：Monogramma trichoidea）为书带蕨科一条线蕨属下的一个种。